# Aleksandra Ablakátova
Aleksandra Aleksandrovna Ablakatova (1907 - 1988) translitera del ruso Александра Александровна Аблака́това, (diferentes transliteraciones) fue una importante micóloga, botánico, fitopatóloga rusa.

## Biografía
Recibió su educación superior en la Facultad de Protección Fitosanitaria del Instituto Agrícola de San Petersburgo. Después de graduarse en 1935, fue enviada el Lejano Oriente soviético por el "Comisariado del Pueblo para la Agricultura", y nombrada Inspectora de Cuarentena Vegetal, donde trabajó primero como patóloga vegetal, y más tarde ocupó el cargo de Directora del Laboratorio. En 1955, se trasladó al Laboratorio de Plantas, en el Instituto Biológico y del Suelo, de la Rama del Lejano Oriente de la Academia Rusa de Ciencias.
En 1965, defendió su tesis para convertirse en Dra. en Ciencias Biológicas. De 1965 a 1973 dirigió el laboratorio de plantas inferiores.

## Algunas publicaciones
- a.a. Ablakatova. 1965. Mikoflora i osnovnȳe gribnȳe bolezni plodovo-yagodnȳkh rasteniī yuga Dal'nogo Vostoka. Ed. 	Izdatel'stvo "Nauka", 146 pp.

- -------------------. 1964. Mikoflora i bolezni Vinograda Dal’nego Vostoka. Soobshch. Dal’nevost. Fil. Sibir. Otdel. Akad. Nauk SSSR (23): 55-56

- -------------------, a.e. Protsenko, e.p. Protsenko. 1964. Mikoflora Orekhoplodnykh na yuge Dal’nego Vostoka. Izv. Akad. Nauk Armyan SSR Biol. Ser. 4: 606-612

- -------------------, e.z. Koval’. 1963. Novi vydy grybiv na lianakh v Prymors’komu krayi. J. Bot. Acad. Sci. Ukr. 20 (6): 92-94, 3 figs.
- La abreviatura «Ablak.» se emplea para indicar a Aleksandra Ablakátova como autoridad en la descripción y clasificación científica de los vegetales.[2]